# 漁翁島稅關監視署
漁翁島稅關監視署，是位於澎湖縣西嶼鄉外垵村的一處衙署建築，當前登錄為澎湖縣縣定古蹟。

## 歷史

### 日治時期
漁翁島稅關監視署原為基於港口取締目的，於明治33（1900）年臺灣總督府21號、35號府令所設置，其業務主要是針對來自中國和台灣海峽之間的船隻徵稅，並和媽宮稅關支署及位於望安莊的八罩島稅關監視署共同管理，設置初期皆隸屬安平稅關管轄。，不過在昭和17年（1942年），該署因中日戰爭爆發導致交通中斷而喪失其功能，同時頒布與中國沿海岸口通商的禁令，連帶影響澎湖稅關業務限縮而被奉令撤銷。撤銷前之編制為署長，由馬公監視署署長兼之、監吏（出缺未補）、監吏補及水伕（工友）各1名。

### 戰後時期
第二次世界大戰結束後，該棟建築由外垵國小校長洪啟育先生及家人共同租用至民國54（1965）年，當前洪氏家族已遷居大池村，該建築則閒置至今，2015年，在經過地方文史工作者推行下，漁翁島稅關監視署被澎湖縣文化局登錄為縣定古蹟，獲得保存機會。

## 建築設計
當前的漁翁島稅關監視署廳舍，由內垵村與外垵村兩村落匠師使用清水磚共同建造之紅磚建築物，塔棟主要為依照船隻檢查、徵稅、監視等需求，另外能清楚監視西嶼、望安間的航道而使用，原大門為木構造樣式，戰後時期則改為水泥玄關，內部部分因戰後作為居住空間使用，已經過不小的修改和增建。